# 서기 2030년 어니스와 프리키
서기 2030년 어니스와 프리키(이하 어프)는 액토즈소프트에서 만든 3D 롤플레잉 어드벤처 게임이다. 2006년 7월 20일에 오픈 베타 테스트를 시작했고 2007년 2월 1일에 정식 서비스를 시작했으나 동년 9월 28일에 서비스가 종료되었다. 보통 맵 대신 큐브 맵을 이용한 것과 숫자로 된 레벨 대신 랭크와 그레이드를 사용하는 것이 특징이다.

## 레벨 시스템
어프에서는 숫자로 된 레벨 대신 랭크(이상 R)와 그레이드(이상 G)를 사용했다. 처음 게임을 시작하면 캐릭터는 1R 1G가 되며 그레이드가 8이 올라가면 랭크가 올라갔다. (예: 1R 8G 뒤에 그레이드가 하나 더 올라가면 1R 9G 대신 2R 1G)

## 맵 시스템
어프에서는 평범한 맵 대신 큐브를 사용하며 큐브와 큐브 사이를 연결하는 게이트가 있다. 큐브가 여럿이 모이면 층이 되고 층이 여럿이 모이면 테마가 되었다. 현재 테마로는 코쿠마(신전)과 베링푸스(미래)와 펀카온(장난감) 테마가 있었다.
사냥터 이외의 맵 : 코쿠마(신전) 테마의 초급죽음의길 1,2,3과 신전 죽음의길이 있고 베링푸스(미래) 테마의 미래죽음의길 1,2,3이 있었다.